# سوگیری شناختی در جانوران

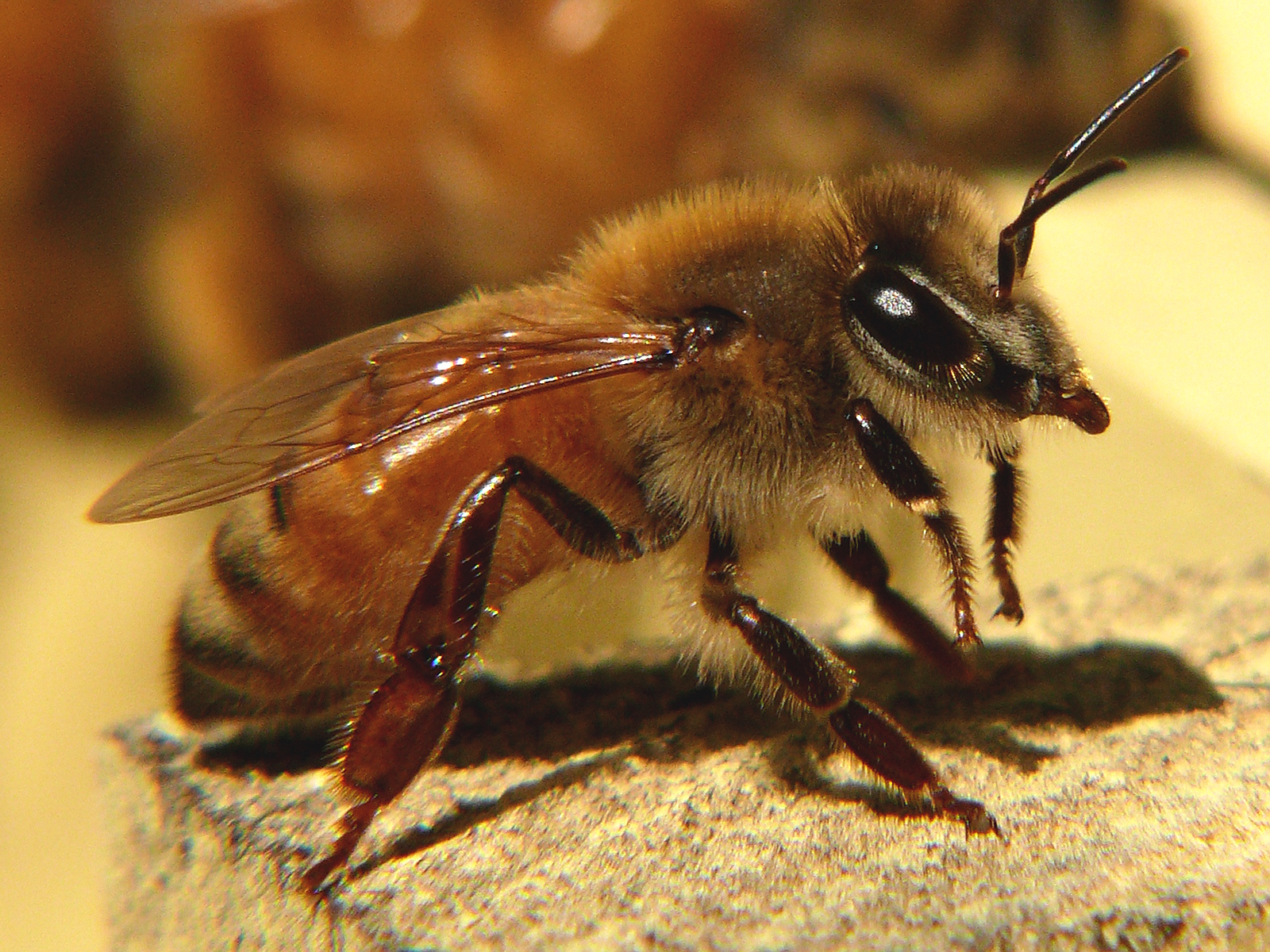
زنبورهای عسل پس از تکان خوردن بدبین می‌شوند

سوگیری شناختی در جانوران (به انگلیسی: Cognitive bias in animals)، الگویی از انحراف در قضاوت است که به موجب آن استنباط دربارهٔ دیگر جانوران و موقعیت‌ها ممکن است تحت تأثیر اطلاعات نامربوط یا حالت‌های احساسی قرار گیرد. گاهی گفته می‌شود که جانوران "واقعیت اجتماعی ذهنی" خود را از درک خود از ورودی ایجاد می‌کنند. به عنوان مثال، در انسان، یک سوگیری خوش‌بینانه یا بدبینانه ممکن است بر پاسخ فرد به این پرسش تأثیر بگذارد که "نیمه خالی یا نیمه پر لیوان است؟"
سوگیری‌های شناختی در طیف گسترده‌ای از گونه‌ها از جمله موش‌ها، سگ‌ها، ماکاک‌های رزوس، گوسفند، جوجه‌ها، سارها و زنبورهای عسل نشان داده شده است.